# Pedicia zangheriana
Pedicia zangheriana är en tvåvingeart som beskrevs av Nielsen 1950. Pedicia zangheriana ingår i släktet Pedicia och familjen hårögonharkrankar. Inga underarter finns listade i Catalogue of Life.